# Říční kilometr

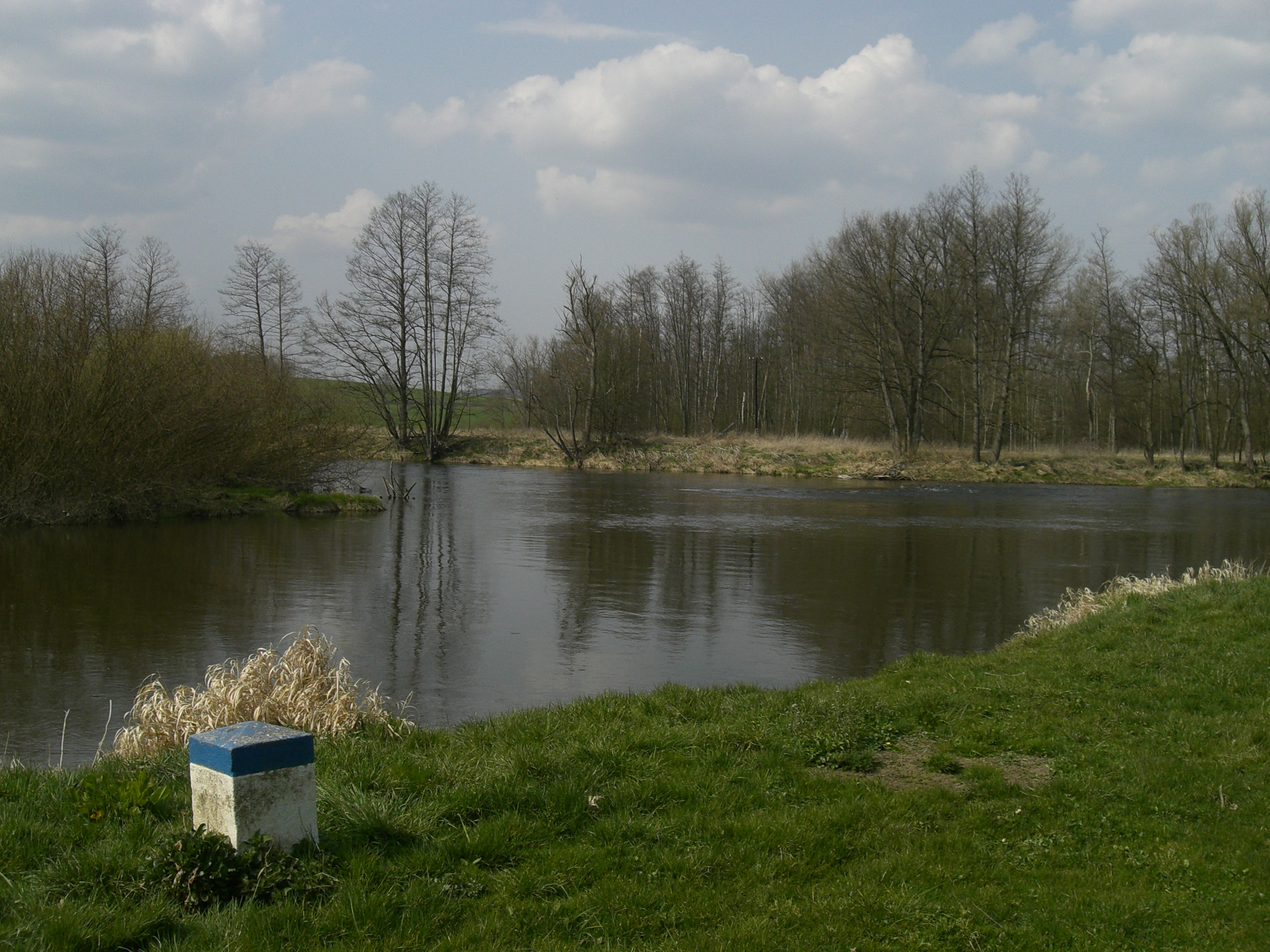
Modro-bílý patník na soutoku Otavy a Blanice je říční kilometrovník.

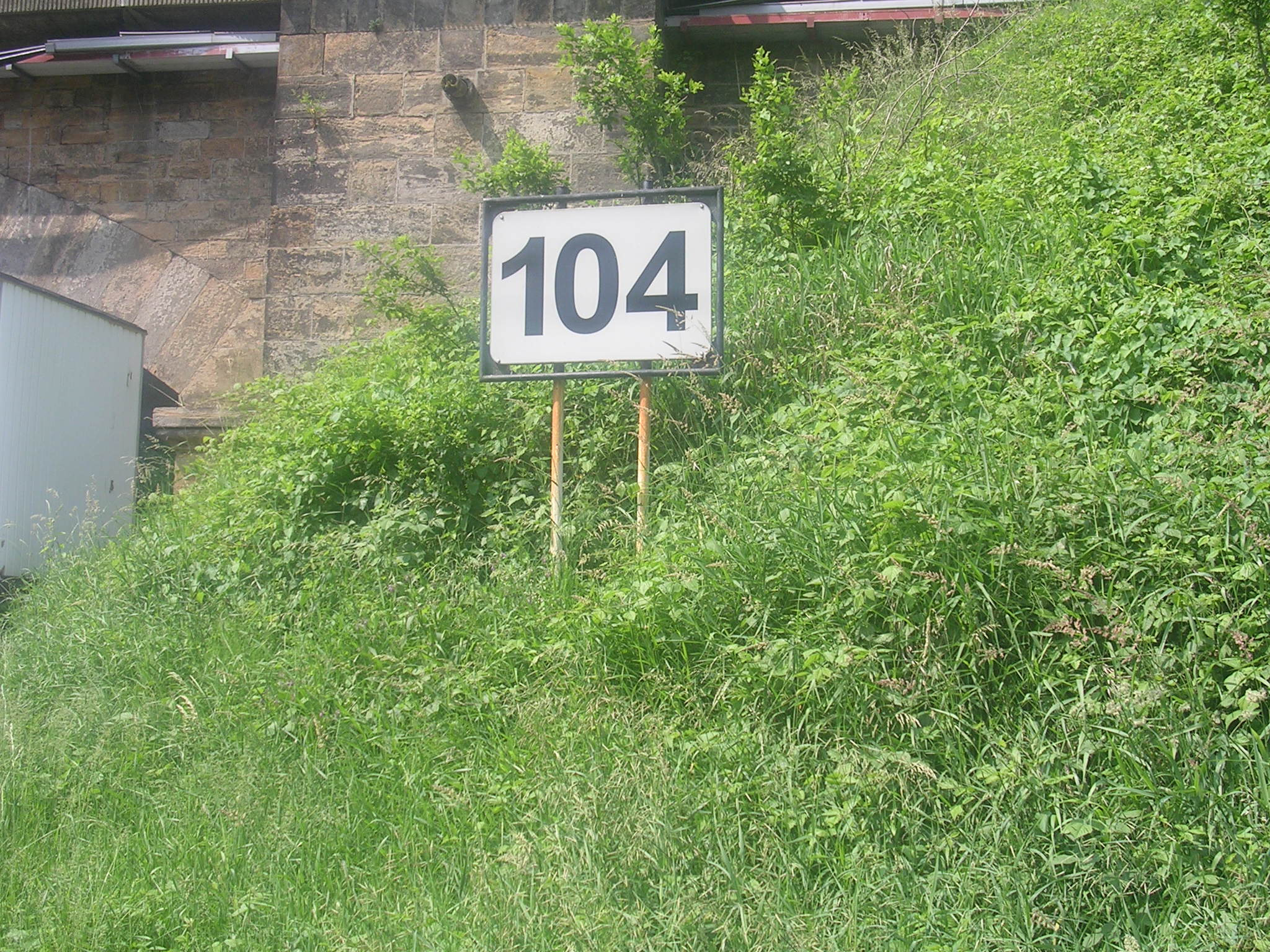
Starý kilometrovník na Labi, Dolní Žleb

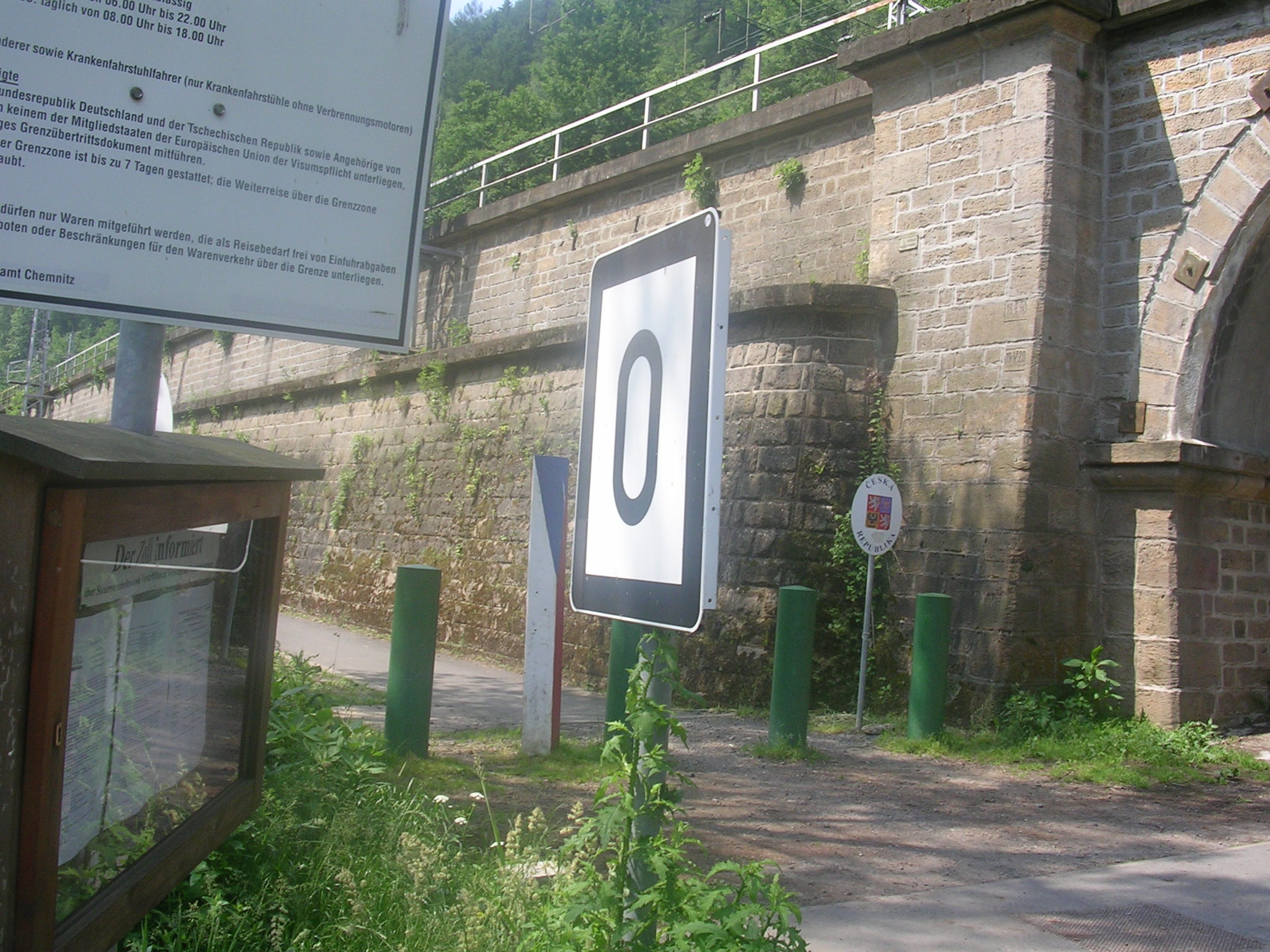
Dřívější vynulování německé labské kilometráže na česko-německé státní hranici

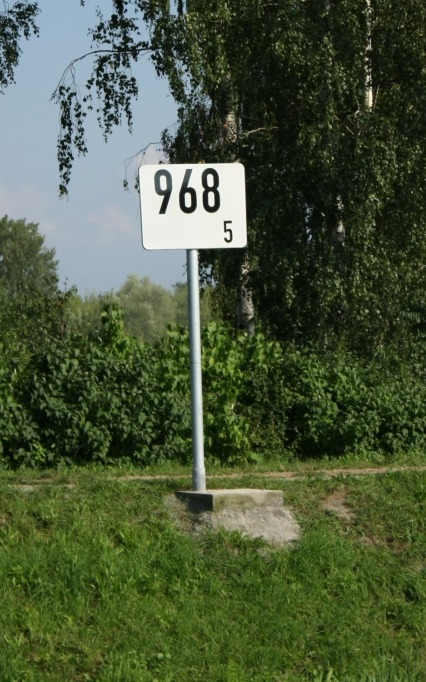
Nová kilometráž vystavěná v roce 2010 u Pardubic

Říční kilometr (zkratka řkm) udává kilometrickou vzdálenost určitého místa na vodním toku od stanoveného nulového bodu, obvykle ústí této řeky nebo potoka do jiného toku nebo vodní plochy. Volba nultého říčního kilometru v ústí řeky a nárůst kilometrů proti proudu jsou vhodné proto, že je většinou velmi obtížné přesně určit počátek vodního toku, jelikož pramen je často špatně dohledatelný, či je časté, že se pramen s časem pohybuje. Oproti tomu soutok či ústí toku je dobře definovatelné a ve většině případu pevně dané (výjimku tvoří říční delty, které vytvářejí rozsáhlé plošiny a posunují ústí toku).
Někdy se kilometráž počítá zvlášť pro dílčí úseky řeky, například od státních hranic (tak tomu bylo dříve na Labi).
Říční kilometráž je sama o sobě v čase nestabilní vlivem fluviálních procesů (pohyby meandrů a již zmíněné přirůstání delt) a zejména vlivem regulačních prací, kdy bývají toky napřimovány a mohou se zkrátit i o desítky procent.
Říční staničení je vyznačení podélné polohy na řece pomocí pravidelně rozmístěných tabulí, nápisů, patníků či podobných značek na břehu řeky.

## Staničení na Labi
Podle stavu platného do roku 2009 byla na Labi trojí kilometráž: na německém území měřená po proudu od začátku hraničního úseku řeky; na českém území od nuly umístěné na Mělníce v soutoku s Vltavou, zvlášť po proudu k německé hranici a zvlášť proti proudu.
V roce 2010 bylo provedeno sjednocení a přeznačení na evropskou kilometráž od ústí řeky do Severního moře a bylo instalováno nové říční staničení. Dřívější německý nulový bod má tak nyní hodnotu 730,0 km a český cca 837,4 km.